# Hit That
Hit That è il primo singolo estratto dall'album Splinter degli Offspring.
Ha raggiunto la prima posizione nella classifica Billboard Alternative Songs.
Si tratta del primo singolo del gruppo che include campioni di sintetizzatore, suonati da Ronnie King.

## Significato
La canzone riguarda il non dar importanza alle conseguenze che possono derivare dalla promiscuità sessuale.

## Video
Il video musicale, pubblicato nel febbraio del 2004, mostra un uomo ed un accalappiacani realizzati in computer grafica che cercano di riacchiappare il cane dell'uomo che è scappato da casa per evitare l'incontro con l'accalappiacani.
Quando finalmente riescono a raggiungerlo, si vede il cane in un vicolo insieme ad una cucciolata: il cane in un attimo si ricorda che quei cuccioli sono i suoi.
Dopo averlo ritrovato, lo si vede successivamente passeggiare con il suo proprietario con una medicazione, a causa dell'intervento chirurgico che doveva fare, una castrazione.
Si tratta dell'unico video che non è stato commentato da Dexter Holland e Noodles nel DVD Complete Music Video Collection.

## Tracce

### 1ª versione[12]
1. Hit That - 02:49
2. The Kids Aren't Alright -  04:13 (live BBC Radio 1 Session)
3. Long Way Home - 02:34 (live)
4. Hit That - 01:51 (USC Marching band)
5. Hit That (Video CD extra)

### 2ª versione[2][13]
1. Hit That - 02:49
2. Hit That - 01:47 (USC Marching band)

### 3ª versione[1]
1. Hit That
2. Da Hui (versione esplicita)
3. Hit That (USC Marching band)

## Formazione
- Dexter Holland - voce e chitarra
- Noodles - chitarra e cori
- Greg K - basso e cori
- Josh Freese - batteria
- Chris "X-13" Higgins - cori[8]

Altri musicisti
- Ronnie King - tastiera[6][9]

## Classifiche
| Classifica (2003)             | Posizione massima |
| ----------------------------- | ----------------- |
| Australia                     | 13                |
| Austria                       | 21                |
| Belgio (Vallonia)             | 66                |
| Finlandia                     | 13                |
| Francia                       | 32                |
| Germania                      | 31                |
| Italia                        | 19                |
| Nuova Zelanda                 | 24                |
| Paesi Bassi                   | 60                |
| Regno Unito                   | 11                |
| Regno Unito (rock & metal)    | 1                 |
| Stati Uniti                   | 64                |
| Stati Uniti (alternative)     | 1                 |
| Stati Uniti (mainstream rock) | 6                 |
| Stati Uniti (radio)           | 62                |
| Svizzera                      | 57                |